# فوردهم، کمبریج‌شر
فوردهم (به انگلیسی: Fordham) یک روستا و محله مدنی در بریتانیا است که در کمبریج‌شر شرقی واقع شده‌است. فوردهم ۲٬۷۱۲ نفر جمعیت دارد.